# Čokolada (film, 2000)
Čokolada (francosko Chocolat) je britansko-ameriški romantično dramski film iz leta 2000, posnet po istoimenskem romanu Joanne Harris iz leta 1999. Režiral ga je Lasse Hallström po scenariju Roberta Nelsona Jacobsa, v glavnih vlogah pa nastopajo Juliette Binoche, Judi Dench, Alfred Molina, Lena Olin, Johnny Depp, Carrie-Anne Moss, John Wood in Leslie Caron. Zgodba se vrti okoli Vianne Rocher (Binoche), ki se skupaj s šestletno hčerko preseli v francosko vas Lansquenet-sous-Tannes in odpre majhno čokoladnico. Že kmalu ona in njena čokolada na različne načine začneta vplivati na življenja vaščanov.
Snemanje je potekalo med majem in avgustom 2000 v srednjeveških vaseh Flavigny-sur-Ozerain v Burgundiji in Beynac-et-Cazenac v Dordonji. Film je bil premierno prikazan 15. decembra 2000 in se je izkazal za finančno zelo uspešnega z več kot 152 milijona USD prihodkov ob 25-milijonskem proračunu in dobil tudi dobre ocene kritikov. Na 73. podelitvi je bil nominiran za oskarja v petih kategorijah, tudi za najboljši film in igralko (Binoche). Nominiran je bil tudi za osem nagrad BAFTA in štiri zlate globuse.

## Vloge
- Juliette Binoche kot Vianne Rocher
- Victoire Thivisol kot Anouk Rocher
- Alfred Molina kot Comte de Reynaud
- Lena Olin kot Josephine Muscat
- Johnny Depp kot Roux
- Hugh O'Conor kot Pere Henri
- Carrie-Anne Moss kot Caroline Clairmont
- Aurélien Parent-Koenig kot Luc Clairmont
- Peter Stormare kot Serge Muscat
- Hélène Cardona kot Françoise »Fuffi« Drou
- Antonio Gil kot Jean-Marc Drou
- Elisabeth Commelin kot Yvette Marceau
- Ron Cook kot Alphonse Marceau
- Leslie Caron kot Madame Audel
- John Wood kot Guillaume Blerot
- Michèle Gleizer kot Madame Rivet
- Dominique MacAvoy kot Madame Pouget
- Arnaud Adam kot George Rocher
- Christianne Oliveira kot Chitza Rocher
- Tatyana Yassukovich kot pripovedovalka